# Constantin Ghiță
Constantin Ghiță (n. 6 iunie 1940, Târgoviște) este un fost deputat român în legislatura 1992-1996, ales în județul Dâmbovița pe listele partidului PDSR.